# Frank Egan
Frank Cullen Egan (* 1872 in Chicago; † 15. März 1927 in Los Angeles) war ein US-amerikanischer Schauspieler, Theaterlehrer und -leiter.

## Leben
Frank Egan war etwa bis zur Jahrhundertwende im Mittleren Westen als Schauspieler tätig. Er gründete seine erste Schauspielschule im Jahr 1901 in Seattle. Knapp ein Jahrzehnt später wechselte er nach Los Angeles. 1913 ließ er dort ein kleines Theater mit rund 400 Plätzen bauen. Damals hatte er rund 300 Schüler in seiner Egan School of Music and Drama, die in Klassen mit höchstens zwanzig Teilnehmern unterrichtet wurden. Egan hielt eine Ausbildungszeit von mindestens einem, eher anderthalb Jahren für notwendig. Das ideale Alter, um mit der Schauspielausbildung zu beginnen, lag seiner Meinung nach bei vier Jahren. Er hielt außerdem das Klima in Los Angeles für ähnlich fruchtbar wie das in Italien und erklärte gegenüber dem Los Angeles Herald, er sei davon überzeugt, dass die Stadt es mit jeder anderen in dem Wettbewerb, erfolgreiche Schauspieler auf die Bühnen zu schicken, aufnehmen könne. Egan schrieb A One Word Play by One Author, das oft von Laurette Taylor gespielt wurde.
Zu seinen Schülerinnen gehörten Helen Barham, Ann Andrews und Olga Grey, die später auch oft in seinem Little Theatre spielte.  1922 führte sie in Egans Theater Regie bei Eloise Bibb Thompsons Stück Africans, in dem – zum ersten Mal in einem Theater in Los Angeles – Afroamerikaner im Mittelpunkt standen. Die Daily News from New York meldete, dass Egan am 15. März 1927 in seinem Heim vom Schlag getroffen worden sei. Am selben Abend verstarb er.